# Too Low for Zero
Too Low for Zero (stilisiert als 2 ▼ 4 0) ist das 17. Studioalbum des britischen Sängers und Komponisten Elton John. Es ist sein am zweitbesten verkauftes Album der 1980er Jahre nach Sleeping with the Past und brachte nach einer schwächeren Phase wieder Hitsingles hervor.

## Hintergrund
Das Album wurde mit Chris Thomas in den AIR Studios, Montserrat, sowie Sunset Sound Recorders, Hollywood, Kalifornien, eingespielt. Erstmals seit Blue Moves 1976 wurden alle Texte wieder von Bernie Taupin geschrieben. Zudem stellte das Album eine Wiedervereinigung mit dem Kern seiner Band der 1970er Jahre dar: Dee Murray, Nigel Olsson und Davey Johnstone, dazu kamen auch Ray Cooper, Kiki Dee und Skaila Kanga, wobei letztere die Harfe auf Johns selbstbetiteltem Album und Tumbleweed Connection gespielt hatte. Zum ersten Mal seit A Single Man spielte John neben dem Klavier auch Synthesizer, da James Newton Howard die Band verlassen hatte. Johns Eindruck war es, dass er damit bessere, schnellere Rocksongs schreiben konnte, was ihm auf dem Klavier so nicht möglich erschien.
Die Dauer der Aufnahmen war etwa zwei Wochen, wozu noch eine Woche mit Overdubs kam.

## Titelliste
Alle Songs wurden von Elton John und Bernie Taupin geschrieben, außer wo angegeben.
| Nr. | Titel                                                                                  | Länge |
| --- | -------------------------------------------------------------------------------------- | ----- |
| 1.  | Cold as Christmas (In the Middle of the Year)                                          | 4:19  |
| 2.  | I’m Still Standing                                                                     | 3:02  |
| 3.  | Too Low for Zero                                                                       | 5:46  |
| 4.  | Religion                                                                               | 4:05  |
| 5.  | I Guess That’s Why They Call It the Blues (Musik: John, Davey Johnstone; Text: Taupin) | 4:41  |

| Nr.          | Titel          | Länge |
| ------------ | -------------- | ----- |
| 1.           | Crystal        | 5:05  |
| 2.           | Kiss the Bride | 4:22  |
| 3.           | Whipping Boy   | 3:43  |
| 4.           | Saint          | 5:17  |
| 5.           | One More Arrow | 3:34  |
| Gesamtlänge: | Gesamtlänge:   | 44:23 |

| Nr.          | Titel                                                    | Länge |
| ------------ | -------------------------------------------------------- | ----- |
| 11.          | Earn While You Learn (Lord Choc Ice (John))              | 6:46  |
| 12.          | Dreamboat (Musik: John, Tim Renwick; Text: Gary Osborne) | 7:34  |
| 13.          | The Retreat                                              | 4:46  |
| Gesamtlänge: | Gesamtlänge:                                             | 63:31 |

## Kommerzieller Erfolg

### Chartplatzierungen
Das Album erreichte Platz 25 der US-amerikanischen und Platz sieben der britischen Charts. In der Schweiz erreichte es Platz sechs und in Deutschland Platz fünf
| ChartsChartplatzierungen       | Höchstplatzierung | Wochen |
| ------------------------------ | ----------------- | ------ |
| Deutschland (GfK)              | 5 (62 Wo.)        | 62     |
| Schweiz (IFPI)                 | 6 (16 Wo.)        | 16     |
| Vereinigte Staaten (Billboard) | 25 (54 Wo.)       | 54     |
| Vereinigtes Königreich (OCC)   | 7 (73 Wo.)        | 73     |

| ChartsJahrescharts (1983) | Platzierung |
| ------------------------- | ----------- |
| Deutschland (GfK)         | 32          |

### Auszeichnungen für Musikverkäufe
Das Album erreichte in mehreren Ländern Platinstatus, darunter die USA und Großbritannien. In Deutschland erreichte es Goldstatus.
| Land/Region                  | Auszeichnungen für Musikverkäufe (Land/Region, Auszeichnung, Verkäufe) | Verkäufe  |
| ---------------------------- | ---------------------------------------------------------------------- | --------- |
| Australien (ARIA)            | 5× Platin                                                              | 350.000   |
| Deutschland (BVMI)           | Gold                                                                   | 250.000   |
| Frankreich (SNEP)            | Gold                                                                   | 100.000   |
| Italien (FIMI)               | Gold                                                                   | 250.000   |
| Kanada (MC)                  | Platin                                                                 | 100.000   |
| Neuseeland (RMNZ)            | 2× Platin                                                              | 40.000    |
| Schweiz (IFPI)               | Gold                                                                   | 25.000    |
| Vereinigte Staaten (RIAA)    | Platin                                                                 | 1.000.000 |
| Vereinigtes Königreich (BPI) | Platin                                                                 | 300.000   |
| Insgesamt                    | 4× Gold · 10× Platin ·                                                 | 2.415.000 |

Hauptartikel: Elton John/Auszeichnungen für Musikverkäufe